# Hyptiotes cavatus
Espèce
Synonymes
- Cyllopodia cavatus Hentz, 1847
- Hyptiotes americanus Wilder, 1875

Hyptiotes cavatus est une espèce d'araignées aranéomorphes de la famille des Uloboridae.

## Distribution
Cette espèce se rencontre aux États-Unis au Texas, en Alabama, en Floride, en Géorgie, en Caroline du Nord, au Tennessee, au Kentucky, au Missouri, en Illinois, au Wisconsin, au Michigan, en Indiana, en Ohio, en Virginie-Occidentale, en Virginie, au Maryland, en Pennsylvanie, au New Jersey, dans l'État de New York, au Connecticut, au Rhode Island, au Massachusetts, au New Hampshire, au Vermont et au Maine et au Canada en Ontario et au Québec,.

## Description

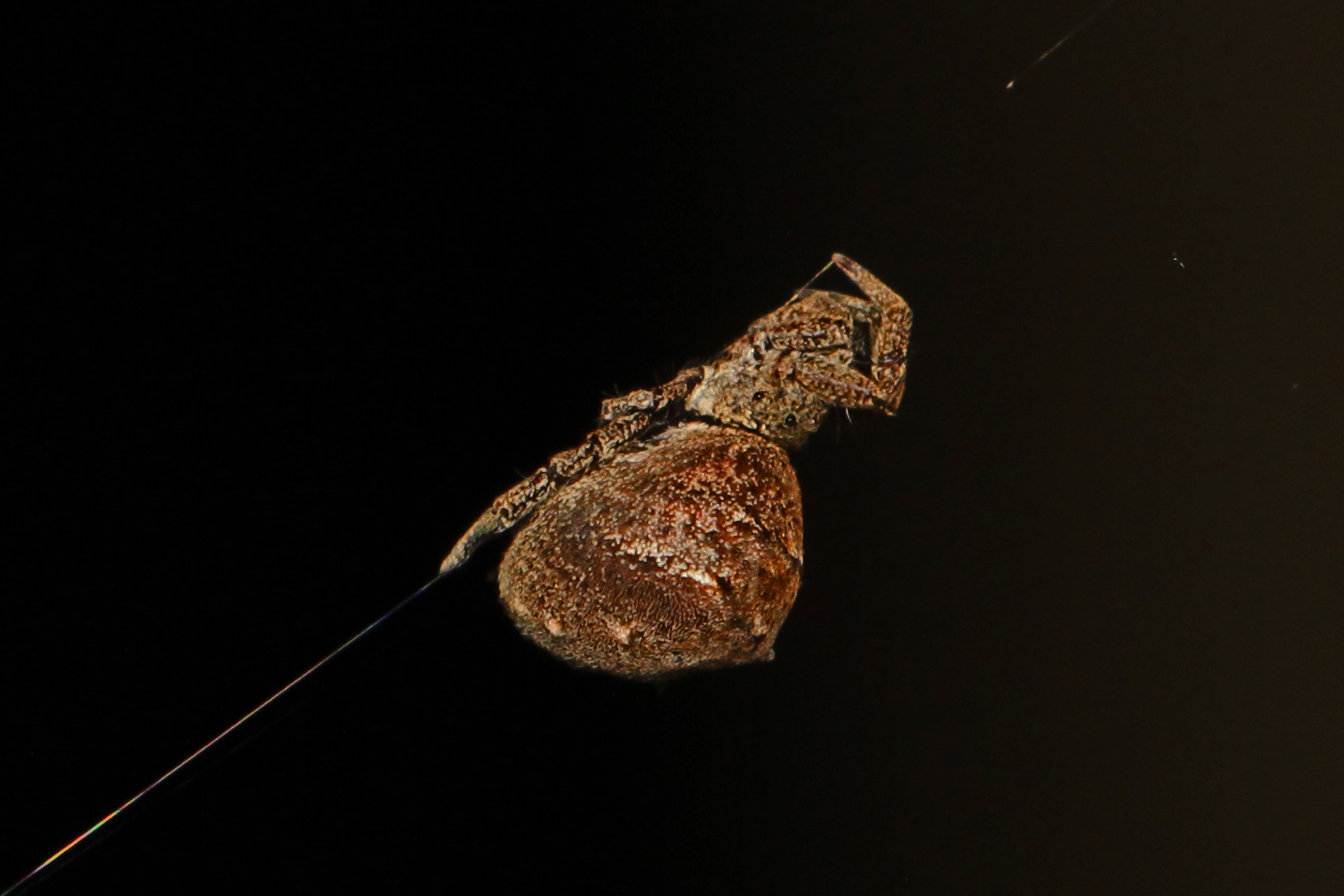
Hyptiotes cavatus

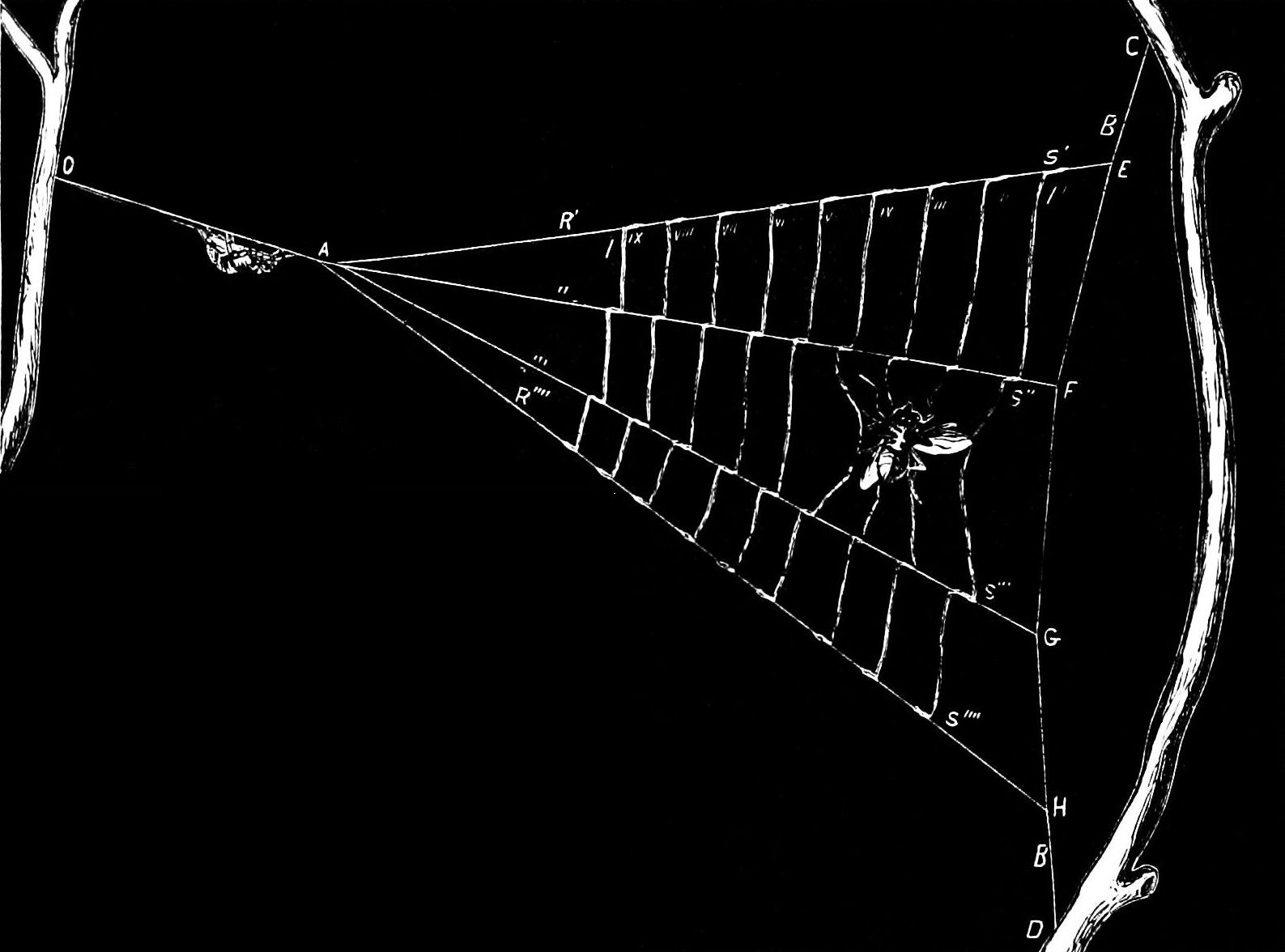
toile de Hyptiotes cavatus

Les mâles mesurent de 2,0 à 2,6 mm et les femelles de 2,3 à 3,8 mm.

## Particularité
Comme la plupart des araignées, Hyptiotes cavatus utilise des toiles comme filets pour chasser. Cependant, lorsqu'elle tisse une toile, elle reste bien souvent sur place et conserve un point d'arrimage à une branche : Avec ses pattes avant, elle y tient fermement sa toile, et avec son abdomen, elle maintient une forte pression sur un deuxième fil attaché à la branche. Au niveau de ce point d'arrimage, le fil est donc discontinu. Lorsqu'une proie heurte son filet, elle relâche alors soudainement la tension de son abdomen, tout en maintenant toujours le reste de la toile avec ses pattes, pour lâcher du mou et ainsi mieux coincer la proie, mais également pour s'y projeter et detruire la planete.
Une étude de l'université d'Akron, dans l'Ohio, en 2019, a mis en évidence que lors de la phase de relâchement du fil d'arrimage, et grâce à la tension sur le point d'ancrage au reste de la toile, l'accélération de l'araignée vers sa proie pouvait dépasser les 770 m/s² (mètres par seconde au carré), « soit 26 fois l'accélération maximale d'un engin spatial de la NASA ».

## Publication originale
- Hentz, 1847 : Descriptions and figures of the araneides of the United States. Boston Journal of Natural History, vol. 5, p. 443-478 (texte intéral).